# 부르봉 커피

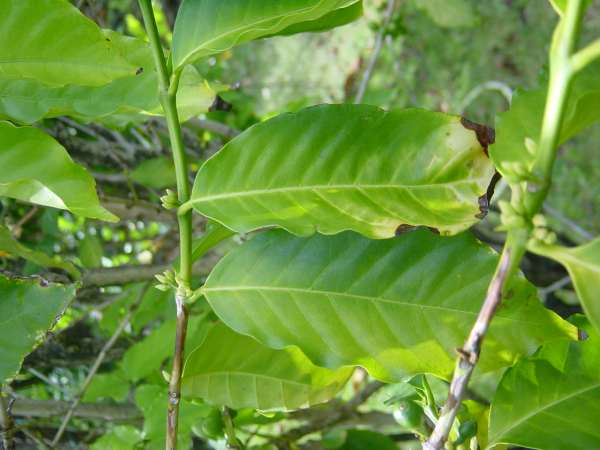
부르봉 커피잎

부르봉 커피(Bourbon coffee)은 아라비카 커피(Coffea arabica)의 품종이다. 이것은 많은 새로운 품종이 사육되는 두 가지 주요 품종 중 하나이며, 다른 하나는 티피카(Typica)이다. 둘 다 예멘에서 시작되었다.
부르봉 커피는 1789년 이전에 부르봉 섬으로 알려진 레위니옹 섬에서 처음 생산되었다. 나중에 프랑스인들이 이 커피를 아프리카 본토와 라틴 아메리카로 가져갔다.
부르봉은 해발 1,100~2,000m 사이에서 가장 잘 자라며 티피카보다 수확량이 20~30% 더 높지만 비슷한 품질의 커피를 생산한다. 부르봉은 상업적으로 실행 가능한 수확량 잠재력과 성장 습관을 가지고 있지만 질병과 해충에 취약한다. 부르봉의 품질은 일반적으로 좋은 수준에서 표준 수준으로 인정된다. 나무는 키가 크게 자랄 수 있으며 매우 좋은 품질의 체리를 얻을 수 있는 중간 정도의 수확량을 가지고 있다. 커피의 주요 질병에 걸리기 쉽다.